# Хайнрих III фон Цвайбрюкен-Еберщайн
Хайнрих III фон Цвайбрюкен-Еберщайн (на немски: Heinrich III von Zweibrucken-Eberstein; * пр. 1281; † 1307) от род Валрамиди е граф на Цвайбрюкен и Еберщайн и Щаркенбург.

## Произход
Той е син на граф Симон I фон Цвайбрюкен-Еберщайн († 1283) и втората му съпруга фон Цафелщайн-Калв († 1284), дъщеря на граф Готфрид III фон Калв († 1258/1262).

## Брак
Хайнрих III фон Цвайбрюкен-Еберщайн се жени за Кунигунда фон Брухзал († сл. 1307), вдовица на Филип VI фон Боланден († ок. 1303). Те нямат деца.